# Eliya
Eliya is een geslacht van rechtvleugeligen uit de familie veldsprinkhanen (Acrididae). De wetenschappelijke naam van dit geslacht is voor het eerst geldig gepubliceerd in 1927 door Uvarov.

## Soorten
Het geslacht Eliya omvat de volgende soorten:
- Eliya gibbosa Henry, 1933
- Eliya pedestris Uvarov, 1927
- Eliya pictipes Uvarov, 1927
- Eliya venusta Henry, 1933